# Strzeszowskie
Strzeszowskie – jezioro w Polsce położone w województwie zachodniopomorskim, w powiecie gryfińskim, w gminie Trzcińsko-Zdrój.

## Położenie i charakterystyka
Jezioro Strzeszowskie leży na północny wschód od miejscowości Strzeszów, jest największym jeziorem w gminie Trzcińsko-Zdrój. Jezioro znajduje się na Pojezierzu Myśliborskim.

## Hydronimia
Do 1945 roku jezioro nazywane było Grosser See. Obecnie państwowy rejestr nazw geograficznych jako nazwę główną jeziora podaje Strzeszowskie nadaną oficjalnie w 1950 roku. Według urzędowego spisu opracowanego przez Komisję Nazw Miejscowości i Obiektów Fizjograficznych (KNMiOF) nazwa tego jeziora to Jezioro Strzeszowskie.

## Morfometria
Według danych Instytutu Rybactwa Śródlądowego powierzchnia zwierciadła wody jeziora wynosi 127,2 ha. Średnia głębokość zbiornika wodnego to 7,4 m, a maksymalna – 14,2 m. Lustro wody znajduje się na wysokości 51,1 m n.p.m. Objętość jeziora wynosi 9 499,0 tys. m³. Natomiast A. Choiński szacuje wielkość jeziora na 115,0 ha.
Według Mapy Podziału Hydrograficznego Polski jezioro leży na terenie zlewni siódmego poziomu Bezpośrednia zlewnia jez. Strzeszowskiego. Identyfikator MPHP to 1932239.

## Zagospodarowanie
W systemie gospodarki wodnej jezioro tworzy jednolitą część wód o kodzie PLLW11008. Administratorem wód jeziora jest Regionalny Zarząd Gospodarki Wodnej w Szczecinie. Utworzył on obwód rybacki, który obejmuje wody jezior: Jeziora Trzcińskiego (Trzcińskie Małe), Jeziora Strzeszowskiego, Jeziora Dłużyna (Dołgie), Jeziora Leśnego (Grzybno), jeziora bez nazwy pomiędzy Jeziorem Grodziskim (Zamkowym) a Leśnym (Grzybno), Jeziora Grodziskiego (Zamkowego) (Obwód rybacki Jeziora Strzeszowskie na rzece Tywa – nr 1). Gospodarkę rybacką na jeziorze prowadzi Gospodarstwo Rybackie Miedwie.
Jezioro pełni również funkcje rekreacyjne, od 2018 roku na jeziorze funkcjonuje kąpielisko wyznaczone z zasadami dyrektywy kąpieliskowej – Kąpielisko na jeziorze Strzeszowskim. W 2022 roku jego jakość wód oceniono jako doskonałą.

## Czystość wód i ochrona środowiska
Jezioro nie znajduje się na terenie chronionym. Jednakże do jego północno-wschodnich brzegów przylegają obszary Natura 2000 o nazwie Dolina Tywy.
W 2021 wykonano klasyfikację stanu ekologicznego i chemicznego wód, przy czym zmonitorowano jedynie stan ichtiofauny i niektórych substancji priorytetowych. Stan ichtiofauny zdecydował o określeniu stanu ekologicznego jako dobry, a przekroczenie norm dla stężenia rtęci i polibromowanych difenyloeterów w tkankach ryb o określeniu stanu chemicznego jako poniżej dobrego.